# Риђица - северна светлост
Риђица - северна светлост је фотомонографијао месту Риђица аутора Љубинка Кожула, објављена 2017. године у издању Градске библиотеке "Карло Бијелицки" из Сомбора. Књига је објављена на српском, енглеском и мађарском језику.На енглески језик превод је урадила Гагић Сандра, а на мађарски Гал-Ђурашковић Вера и Стјеља Ерика.

## О аутору
Љубинко Кожул (Риђица, Сомбор, 10. мај 1947) је фотограф, члан Удрузења ликовних уметника примењених уметности и дизајнера Србије, у звању Истакнути уметник.

## О књизи
Књига Риђица - северна светлост представља скуп фотографија риђичких фотографа, који су се прво аматериски, а после и као професионалци бавили фотографијом почетком двадесетог века. Ипак, прве фотографије у Риђици снимили су путујући фотографи пре више од сто година.
Више од двадесет Риђичана се до данас бавило активније фотографијом. Слике и речи, фотографије, лирске приче и сећања пружају читаоци ове књиге богатство догађаја и доживљеног. Неко се сећа пријатеља, неко родитеља. Оживљена су носталгична сећања на детињство, одрастање и прве љубави. Један од најпознатијих уметника фотографије, Љубинко Кожул, кроз ову илустровану монографију вратио се на место у којем је пронашао базичне инспирације за свој богати опус животне акције стваралаштва и уметништва у фотографији.
Књига представља својеврсну историју ауторовог родног села кроз фотографије, речи и приче, где је наглашена јака емоција, која прожима сваку страницу књиге и која је вероватно била камен темељац аутору у његовој стваралачкој потреби да фотографију дочара/узнесе на један виши, уметнички ниво.
Свој допринос овом издању дали су Станко Црнобрња са Предговором, Јадранка Савин Кожул са Причама из Риђице, Раша Попов са Коментаром, Мирослав Јосић Вишњић са Поговором, Милан Туцовић са Сећањима и Зоран Блажина са есејем Фотоемотивна сећања.
| „ | Кад мислим на Риђицу мислим на раскошну светлост. Она је дала печат мом животу и мојој фотографији. | ” |